# 六帶擬三棘魨
六帶擬三棘魨（学名：Triacanthodes ethiops），又名六帶擬三刺魨、三刺魨、三腳釘、三角狄，为輻鰭魚綱魨形目擬三刺魨亞目擬三棘魨科擬三刺魨屬下的一个种，為熱帶海水魚，分布於印度西太平洋區，從南非至日本、菲律賓、印尼、澳洲等海域，棲息深度50-458公尺，本魚體淡紅，腹面白色，在身體上具3條淡黃色線與2條淡紅黃色線紋，背鰭硬棘6枚;背鰭軟條15-16枚;臀鰭軟條12-13枚，體長可達8.5公分，棲息在底層水域，生活習性不明。